# Scampolo, ein Kind der Straße
Scampolo, ein Kind der Straße  ist eine deutsche Tragikomödie aus dem Jahr 1932 über ein burschikoses und selbstbewusstes junges Mädchen (Dolly Haas), das dank seiner zupackenden Art einem heimlich von ihm verehrten, pleitegegangenen Bankier (Karl Ludwig Diehl) eine neue Stellung verschafft und ihn schließlich erobert.
Regie führte Hans Steinhoff. Dem Drehbuch liegt Dario Niccodemis Bühnenstück Scampolo zugrunde.

## Handlung
Scampolo, ein arbeitsloses Waisenmädchen, verdient sich ein paar Groschen, indem sie gelegentlich für die Wäscherei von Frau Schmidt Wäschepakete austrägt. Diesmal soll sie nicht nur Pakete in die „Pension Royal“ bringen, sondern auch ausstehende Gelder vom arbeits- und inzwischen mittellosen Ex-Bankier Maximilian kassieren. Der schickt sie zu seinem Freund, dem reichen Bankier Philipps, den sie allerdings erst antrifft, als sie wieder zurück in der Pension ist. Fasziniert von dem vornehmen Auftreten Maximilians’ streckt sie ihm neben dem Wäschegeld auch Geld für die Bezahlung seines Zimmers vor, indem sie ihren kostbarsten Besitz, ein Paar Manschettenknöpfe, verpfändet. Gegenüber Maximilian behauptet Scampolo, sie habe das Geld von Philipps bekommen. Der Bankier, zufällig gerade zu Besuch in Maximilians Zimmer, beobachtet fasziniert die Schwindelei. Scampolo verehrt Maximilian nicht nur als Märchenprinz, sie möchte ihn auch aus seiner Lethargie herausreißen. Zunächst überredet sie ihn, eine Sprachschule zu eröffnen, um mit diesen Einnahmen aufgelaufene Schulden bezahlen zu können. Dennoch lässt sie sich sowohl von Gabriel, dem Kellner der Pension, als auch von Philipps umwerben. Als sie in Philipps’ Büro unberechtigterweise das Telefon abnimmt und einen Börsentipp erhält, lässt sie diesen Maximilian über Gabriel zukommen, sodass der Ex-Bankier sich auf diese Weise bei seinem Freund wieder ins Geschäft zurückbringen kann und ein reicher Mann wird.
Scampolo begleitet Maximilian, der, nunmehr wieder Philipps’ Teilhaber, in Börsengeschäften nach London fliegen und sich dort auch niederlassen will, zusammen mit ihrem zukünftigen Bräutigam Gabriel zum Flughafen, um Maximilian zu verabschieden.  In seiner Ritterlichkeit verrät Gabriel Maximilian jedoch, wem er den Börsentipp zu verdanken hat und Maximilian begreift endlich, wie Scampolo zu ihm steht. Kurzerhand zieht er die junge Frau ins Flugzeug und nimmt sie mit nach London.

## Produktionsnotizen und Hintergrund
Gedreht wurde im Sommer 1932 in den Sascha-Ateliers in Wien-Sievering. Produziert wurde der Film von Anatol Potok, assistiert von Adolf Rosen. Die Filmbauten wurden von Hans Sohnle, Otto Erdmann und Emil Stepanek erschaffen. Für den Ton war Alfred Norkus zuständig. Die Liedtexte, gesungen von Dolly Haas, stammen von Max Kolpé. Es erklingt Scampolos Lied Für’n Groschen Liebe. Der Erstverleih des Films erfolgte durch die Bayerische Filmgesellschaft mbH (München).
Die Uraufführung des Films fand am 22. Oktober 1932 unter dem Titel Um einen Groschen Liebe in Wien statt. Bei seiner Premiere hatte der Film eine Länge von 2600 Metern. In Deutschland hatte er eine Länge von 2.386 m, was 86 Minuten entspricht. Der Film wurde am 24. Oktober 1932, Prüfnummer M.4268, mit einem „Jugendverbot“ belegt. Am 26. Oktober 1932 erfolgte die Erstaufführung von Scampolo, ein Kind der Straße im U.T. Kurfürstendamm in Berlin. 
In Wien war das zur Verfügung stehende Kapital rund 20 Prozent mehr wert als in Berlin, was geringere Herstellungskosten bedeutete. Wegen der herrschenden Devisenbestimmungen musste ein erwirtschafteter Gewinn wieder im Land investiert werden. Scampolo, ein Kind der Straße basiert auf Dario Niccodemi erfolgreicher Komödie aus dem Jahr 1916, die hier jedoch sehr frei wiedergegeben wird. Steinhoffs Version hat es vor allem Dolly Haas’ Popularität zu verdanken, dass der Film ein finanzieller Erfolg wurde.
Scampolo bedeutet im Italienischen Rest (Stoffrest) beziehungsweise Überrest = etwas Übriggebliebenes.

## Französische Version
Scampolo, ein Kind der Straße wurde von Hans Steinhoff 1933 auch in einer französischen Version unter dem Titel Un peu d’Amour (Ein wenig Liebe)  aus Kostengründen ebenfalls in Wien abgedreht. Der Film kam am 10. März 1933 ins französische Kino. Der Stab ist identisch mit der deutschen Version. Auf der Besetzungsliste standen:
- Magdelaine Ozeray: Miette
- Marcel André: Maxime
- Charles Dechamps: Flambart
- Pierre Etchepare: Gabriel
- Berthe Barsac: Madame Beurre
- Ferner: Alfred Pasquali, Rose Nivelle

## Weitere Verfilmungen
- 1928 Das Mädchen der Straße von Augusto Genina mit Carmen Boni als Scampolo
- 1941 Scampolo von Nunzio Malasomma mit Lilia Silvi als Scampolo
- 1957 Scampolo von Franz Josef Wild mit Frances Martin als Scampolo
- 1958 Scampolo von Alfred Weidenmann mit Romy Schneider als Scampolo und Paul Hubschmid